# Piesau
Piesau est une commune allemande de l'arrondissement de Saalfeld-Rudolstadt, Land de Thuringe.

## Géographie
Piesau se situe au cœur des monts de Thuringe dans la vallée de la rivière du même nom que la commune. Piesau est entouré de vastes forêts de pins.
|                    | Lichte  |            |
| Lichte             | Piesau  | Gräfenthal |
| Neuhaus am Rennweg | Lauscha | Sonneberg  |

## Histoire
Piesau est mentionné pour la première fois en 1536.

## Personnalités liées à la commune
- Carl Heinrich Florenz Müller (1845-1912), inventeur du premier tube à rayons X.

## Source de la traduction
- (de) Cet article est partiellement ou en totalité issu de l’article de Wikipédia en allemand intitulé « Piesau » (voir la liste des auteurs).